# アイドルの巣 ジャンバリ荘
『アイドルの巣 ジャンバリ荘』（アイドルのす ジャンバリそう）は、テレビ愛知ほかで放送されたパチンコ番組。製作局のテレビ愛知では2008年4月8日から同年6月24日まで放送。

## 概要
ジャンバリ.TVとの提携により企画・制作されたパチンコエンターテインメント番組である。この番組以前に同枠で放送されていた番組群とは構成が異なり、グラビアアイドル3人が自宅の部屋の中のようなセットでトークをするその合間合間に、パチンコをテーマにしたエンターテインメントコーナーをいくつか放送するというものだった。形態としては、『おはコロシアム』や『アニメロビー』などのそれとよく似ていた。
しかし、この番組も前番組『芸能人パチンコバトル P・リーグリターンズ』と同様にわずか3か月で終了。番組のリニューアルを繰り返すたびに打ち切りまでのサイクルが短くなっていった同火曜深夜枠のパチンコ番組シリーズは、この番組の終了をもって幕を閉じた。今のところ、同シリーズの後継番組が放送される予定は無い。

## 出演者

### トークパート出演者
- 福永ちな（4月出演）
- 青島あきな（4月出演）
- KONAN （4月出演）
- 愛川ゆず季（5月出演）
- 尾崎ナナ（5月出演）
- 谷麻紗美（5月出演）
- 矢吹春奈（6月出演）
- 中川杏奈（6月出演）
- 福田麻衣（6月出演）

### パチンココーナー出演者
- さとう珠緒
- 猫ひろし

## コーナー

### トークパート
グラビアアイドルたちが入居しているという架空のアパート「ジャンバリ荘」を舞台に行われる番組のメインコーナー。出演者たちは皆そこの住人という設定で、3人のうちのいずれかの部屋に他の2人が訪れ、そこで彼女たちがまるで友人の家にでもいるかのようにくつろいだ雰囲気の中でトークを展開。番組の終盤では、彼女たちが罰ゲームをかけて毎回『黒ひげ危機一発』で対決していた。

### 珠緒の訓練日記
トークパート中に、出演者の1人が部屋のテレビを付けると始まるコーナー。さとう珠緒がパチンコホールに赴き、番組からのプレゼントを賭けてパチンコに挑戦。番組から指定された演出を5種類のうち1つだけ出せばプレゼントを獲得でき、失敗するとプレゼントは貰えないというルールで行われた。制限時間は30分。

### 猫が教える業界用語
同じくトークパート中に、出演者の1人が部屋のテレビを付けると始まるコーナー。猫ひろしがパチンコ遊戯にまつわる様々な用語を詳しく解説していた。
- 第1回目のテーマ 「沖スロ」
- 第2回目のテーマ 「電チュー」
- 第3回目のテーマ 「確変」
- 第4回目のテーマ 「鉄板」
- 第5回目のテーマ 「等価交換」
- 第6回目のテーマ 「天井」

### ジャンバリ天使が行く
グラビアアイドル2人が扮する「ジャンバリ天使」たちがZEAL3店舗で『CRぱちんこ冬のソナタ2』を打ち、いかにペ・ヨンジュンへのアピールが出来るかを競うコーナー。リーチの場面でペ・ヨンジュンにアピールをすることが出来れば5ポイント獲得し、合計15ポイントで視聴者プレゼントとなるというルールで行われた。制限時間は30分。

## 放送局
| 放送対象地域 | 放送局               | 系列           | 放送日時           | 備考                                            |
| ------------ | -------------------- | -------------- | ------------------ | ----------------------------------------------- |
| 愛知県       | テレビ愛知           | テレビ東京系列 | 火曜 24:58 - 25:28 |                                                 |
| 長野県       | テレビ信州           | 日本テレビ系列 | 金曜 25:50 - 26:20 | 『月刊サッカーアース』放送日には1時間遅れで放送 |
| 長崎県       | 長崎国際テレビ       | 日本テレビ系列 | 火曜 25:29 - 25:59 |                                                 |
| 石川県       | 石川テレビ           | フジテレビ系列 | 金曜 26:00 - 26:30 |                                                 |
| 滋賀県       | びわ湖放送           | 独立UHF局      | 火曜 25:50 - 26:20 | 14日遅れ                                        |
| 日本全国     | パチンコ★パチスロTV! | CSチャンネル   | リピート放送       |                                                 |

| テレビ愛知 火曜24:58枠                                     | テレビ愛知 火曜24:58枠                              | テレビ愛知 火曜24:58枠     |
| 前番組                                                     | 番組名                                              | 次番組                     |
| ---------------------------------------------------------- | --------------------------------------------------- | -------------------------- |
| 芸能人パチンコバトル P・リーグリターンズ （24:58 - 25:28） | アイドルの巣 ジャンバリ荘 （2008年4月 - 2008年6月） | メッセ弾 （24:58 - 25:28） |